# Serdžila
Serdžila (arabsko سيرجيلة) je eno izmed mrtvih mest v severozahodni Siriji. Nahaja se v hribovju Džebel Riha, okoli 65 km severno od Hame in okoli 80 km jugozahodno od Alepa, v neposredni bližini ostankov še enega »mrtvega mesta« Bara. Serdžila sodi med najbolje ohranjena izmed »mrtvih mest«.
Naselbina je nastala v kotlini in se je preživljala z vinogradništvom in pridelavo oliv. Vidni so ostanki kopališča, kar priča o bogastvu meščanov, nekoliko nenavadno pa je, da je bilo zgrajeno leta 473, torej že v času krščanstva. Ameriška odprava z univerze Princeton je leta 1899 na tleh glavne kopališke dvorane odkrila obsežne mozaike, vendar so ob njihovi vrnitvi 6 let kasneje že izginili. Na stenah koplaišča so bili odkriti tudi sledovi fresk, ki se ravno tako niso ohranili. Poleg kopališča je stal andron, kjer so se sestajali moški. Še vzhodneje je stala cerkev, od katere je ostalo malo. Med ostanki številnih stanovanjskih hiš velja omeniti dvonadstropno vilo, ki še vedno stoji. V spodnjih prostorih te hiše so še ohranjeni ostanki loka, ki je podpiral strop. Ta način gradnje je bil sicer tipičen za »mrtva mesta«. Za vilo je udrta zgradba s stiskalnico oliv.
Tako kot ostala »mrtva mesta« so tudi Serdžilo v 7. stoletju zapustili, ko so arabske osvojitve prekinile trgovske poti med Antiohijo in Apameo. 